# Королевская канадская академия искусств
Королевская канадская академия искусств (англ. Royal Canadian Academy of Arts, фр. Académie royale des arts du Canada) — старейшая канадская национальная организация деятелей изобразительного искусства. Основана в 1880 году, стояла у истоков создания Национальной галереи Канады, известна организацией ежегодных художественных конкурсных выставок и созданием курсов рисования живой натуры.

## История
Организация основана в 1880 году в результате объединения Онтарийского общества художников и Художественной ассоциации Монреаля при активном участии и под патронажем действующего генерал-губернатора Канады маркиза Лорна и его супруги принцессы Луизы. Королевская канадская академия искусств стала первой национальной организацией профессиональных художников Канады, и в число 26 её членов-основателей входили ведущие деятели изобразительного искусства в стране, в том числе пейзажист Лусиус О’Брайен (её первый президент), архитекторы У. Дж. Сторм и Наполеон Бурасса.
Главной провозглашённой целью академии было способствование развитию изобразительного искусства в стране, и первой же своей резолюцией она учредила Национальную галерею Канады. В основу экспозиции галереи легло собрание дипломных работ членов академии, каждый из которых был обязан внести в коллекцию одно произведение в качестве условия избрания. Академия осуществляла управление Национальной галереей Канады до 1913 года, когда та была национализирована инкорпорирована актом парламента, однако новые академики продолжали вносить дипломные произведения в её коллекцию вплоть до 1976 года. До начала 1970-х годов академия продолжала играть ключевую роль в развитии канадского искусства как организатор ежегодных конкурсных выставок. Эти выставки обеспечивали начинающим авторам внимание ведущих экспертов в области изобразительных искусств и, среди прочих, способствовали карьере таких художников, как Хомер Уотсон, члены Группы семи, Гарольд Таун и Жан-Поль Риопель, а также графика Аллана Флеминга и архитектора Артура Эриксона. Выставки академии играли особенно важную роль в период, когда в Канаде существовало мало альтернативных площадок, на которых могли выставляться начинающие художники. С 1962 года люди, внёсшие выдающийся вклад в повышение общественного, финансового или профессионального статуса художников и дизайнеров в Канаде, награждаются медалью Королевской канадской академии.
Ещё одним важным вкладом академии в развитие изобразительного искусства в Канаде было учреждение курсов рисования живой натуры в период, когда подобные курсы отсутствовали на многих факультетах изящных искусств. Такие курсы под эгидой академии были созданы в Торонто, Монреале, Оттаве, а позже — в Гамильтоне, Виннипеге и Галифаксе. С начала 1970-х годов руководство академии предпринимало усилия по расширению охвата разных видов изобразительного искусства, и в первые десятилетия XXI века её членами были более 700 деятелей искусства по всей стране.